# Rakitino (Kaliningrad, Selenogradsk)
Rakitino (Ракитино, deutsch Rothenen) war ein Ort in der russischen Oblast Kaliningrad. Seine Ortsstelle gehört zum Munizipalkreis Rajon Selenogradsk mit Sitz in Selenogradsk.

## Geographische Lage
Die Ortsstelle Rakitinos liegt an der Westküste des historischen Samlandes, von den ehemaligen Kreisstädten Fischhausen (bis 1939, russisch Primorsk) und Königsberg (1939 bis 1945, russisch Kaliningrad) acht bzw. 35 Kilometer entfernt. Die heutige Rajonhauptstadt Selenogradsk (deutsch Cranz) liegt 36 Kilometer in nordöstlicher Richtung.

## Geschichte
1405 ist das Gründungsjahr des Dorfes Reteynen, der in der Folgezeit Retteynen (um 1539), Retein (um 1540), Reytein (nach 1540), Rettein (nach 1542) und bis 1947 Rothenen hieß. Als am 13. Juni 1874 der Amtsbezirk Gauten (russisch Putilowo) im ostpreußischen Kreis Fischhausen gebildet wurde, gehörte Rothenen von Anfang an dazu. Im Jahre 1910 zählte die Landgemeinde Rothenen 256 Einwohner.
Der Amtsbezirk Gauten änderte per 18. Mai 1930 seinen Namen und hieß danach „Amtsbezirk Godnicken“ (russisch: Tschechowo). Bis 1933 stieg die Einwohnerzahl Rothenens auf 479.
Eine erneute Änderung trat am 1. April 1939 ein: der Kreis Fischhausen wurde zum neuen Landkreis Samland mit Sitz in Königsberg hinzugerechnet. Im gleichen Jahr belief sich die Einwohnerzahl Rothenens auf 361.
In Kriegsfolge kam das gesamte Nordostpreußen 1945 zur Sowjetunion. Rothenen erhielt 1947 die russische Namensform „Rakitino“ und wurde in den Logwinski selski Sowet (Dorfsowjet Medenau) eingegliedert. Wohl schon 1959 wurde Rakitino dem Powarowski selski Sowet (Dorfsowjet Kirpehnen) zugeordnet. Doch findet der Name keine Beachtung mehr, voraussichtlich weil er nicht mehr besiedelt wurde. Er gilt als vor 1975 verlassen und ist heute eine Wüstung im Munizipalkreis Rajon Selenogradsk der russischen Oblast Kaliningrad.

## Kirche
Bis 1945 war Rothenen in die evangelische Kirche Germau (russisch Russkoje) im Kirchenkreis Fischhausen (russisch Primorsk) in der Kirchenprovinz Ostpreußen der Kirche der Altpreußischen Union, außerdem in die römisch-katholische Kirche zur Heiligen Familie in Königsberg-Oberhaberberg eingepfarrt.

## Verkehr
Die heute kaum noch wahrnehmbare Ortsstelle von Rothenenresp. Rakitino liegt an der westlichen samländischen Küstenstraße, die Primorsk (Fischhausen) mit Jantarny (Palmnicken) verbindet und weiter bis nach Majak (Brüsterort) führt.